# Moimenta da Beira
Moimenta da Beira es una villa portuguesa del distrito de Viseu, Região Norte y comunidad intermunicipal de Duero, con cerca de 2400 habitantes.
Es sede de un municipio con 219,75 km² de área y 11 074 habitantes (2001), subdividido en 16 freguesias. Los municipios están limitados al nordeste por el municipio de Tabuaço, al sureste por Sernancelhe, al sur por Sátão, al oeste por Vila Nova de Paiva y Tarouca y al noroeste por Armamar.

## Demografía
| Gráfica de evolución demográfica de Moimenta da Beira entre 1849 y 2021 |
|                                                                         |
| Datos según el nomenclátor publicado por el INE portugués.              |

## Freguesias
Las freguesias de Moimenta da Beira son las siguientes:
- Alvite
- Arcozelos
- Baldos
- Cabaços
- Caria
- Castelo
- Leomil
- Moimenta da Beira
- Paradinha e Nagosa
- Passô
- Pêra Velha, Aldeia de Nacomba e Ariz
- Peva e Segões
- Sarzedo
- Sever
- Vila da Rua
- Vilar